# Spock's Beard
Spock's Beard je americká progresivní rocková skupina, založená v Los Angeles v roce 1992 bratry Nealem (zpěv, kytara, klávesy) a Alanem Morseovými (zpěv). Původní sestavu vedle nich tvořili ještě Dave Meros (baskytara) a Nick D'Virgilio (bicí). O čtyři roky později se ke skupině přidal ještě japonský klávesista Ryo Okumoto.
V roce 2002 ze skupiny odešel Neal Morse a D'Virgilio se ujal kytary. Za bicí usedl Jimmy Keegan, který až do roku 2011 ve skupině působil jako hostující hudebník a následně se stal právoplatným členem skupiny. V roce 2011 rovněž ze skupiny odešel D'Virgilio a nahradil jej Ted Leonard. Za dobu své existence skupina vydala třináct studiových alb; to poslední nazvané Noise Floor vyšlo v květnu 2018.

## Diskografie
- The Light (1995)
- Beware of Darkness (1996)
- The Kindness of Strangers (1998)
- Day for Night (1999)
- V (2000)
- Snow (2002)
- Feel Euphoria (2003)
- Octane (2005)
- Spock's Beard (2006)
- X (2010)
- Brief Nocturnes and Dreamless Sleep (2013)
- The Oblivion Particle (2015)
- Noise Floor (2018)